# Anton Franken

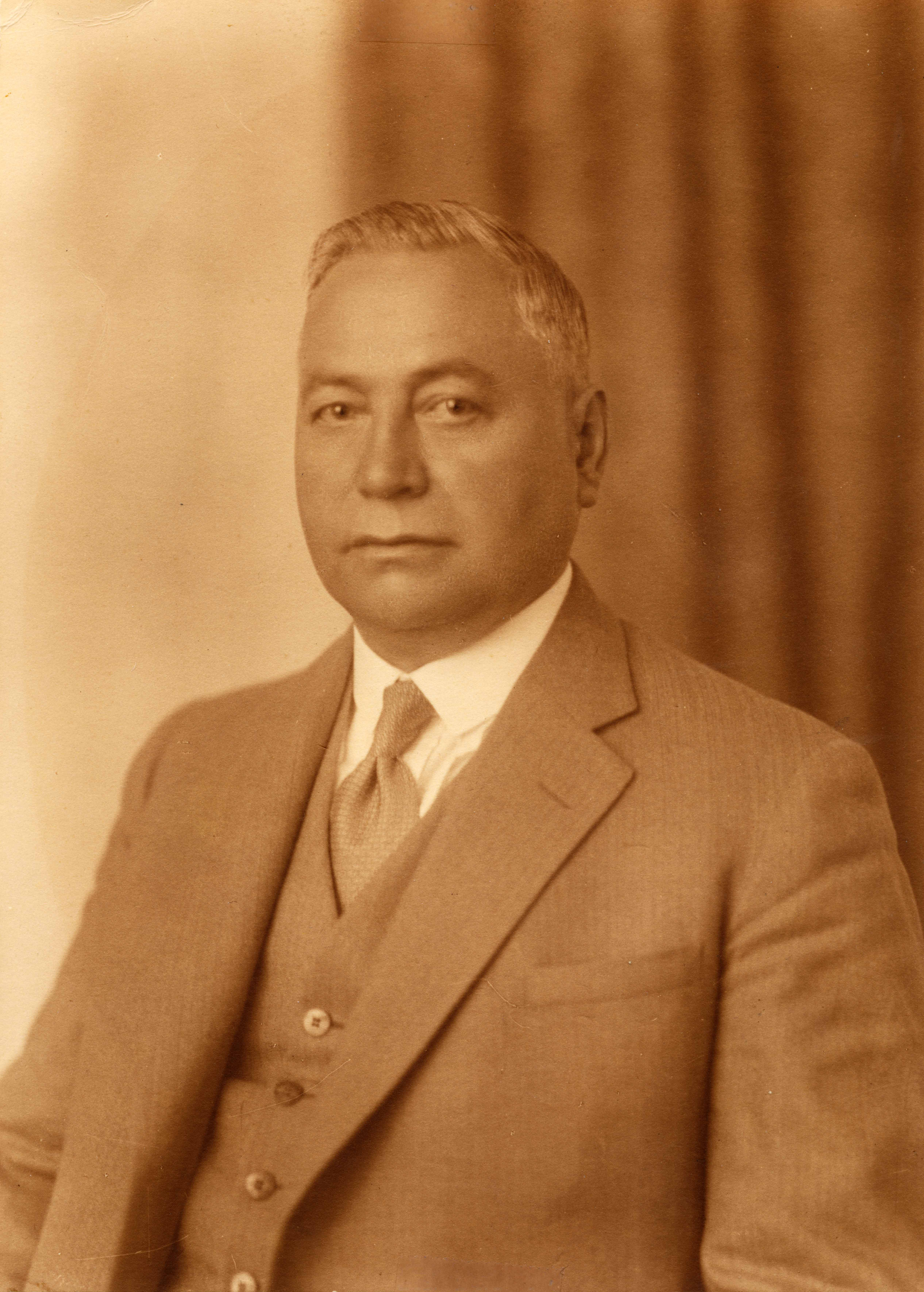
Anton Franken (Porträtfoto von Hugo Schmölz)

Anton Franken (* 21. Juni 1879 in Ehrenfeld; † 23. Februar 1937 in Köln-Deutz) war ein deutscher Architekt, tätig in Köln.

## Leben
Anton Franken wurde als drittes von vier Kindern des Fuhrunternehmers Hubert Franken und seiner Ehefrau Maria Gertrud, geborene Huth, im Hause Wahlenstraße 4, in Köln-Ehrenfeld geboren.
Nach dem Abschluss seiner Ausbildung an der staatlichen Baugewerkschule Köln im Sommer des Jahres 1898 und militärischen Ausbildung begann er als Techniker in der Hochbauverwaltung der Stadt Köln und wirkte im Dienste der Stadt Köln als sogenannter Stadtarchitekt.
Am 5. Januar 1905 heiratet Anton Franken die Elisabeth Maria Margarethe geb. Biermann (1877–1937) in Köln-Ehrenfeld. Aus dieser Ehe ging Sohn Hubert (1905–1975) und die am 6. Juli 1921 mit 14 Jahren früh verstorbene Tochter Maria Gertrud hervor.
Im Ersten Weltkrieg diente er als Unteroffizier im 6. Rheinischen Infanterie-Regiment Nr. 68 mit Standort in Koblenz. Zuletzt war er in Bukarest, Rumänien, eingesetzt.
Als Partner des am 22. November 1922 verstorbenen Architekten Rudolph Brovot übernahm er nach 1922 dessen Anteil am Architekturbüro. Neben privaten Bauherren waren Wohnungsbaugenossenschaften in Köln die wichtigsten Auftraggeber.
Als praktizierender Katholik engagierte Franken sich im Bauverein St. Joseph für die Turmerweiterung von 1913 der kath. Kirche St. Joseph, Köln-Ehrenfeld. Von 1928 bis 1937 war er Mitglied des Kirchenvorstandes von St. Barbara, Köln-Neuehrenfeld.

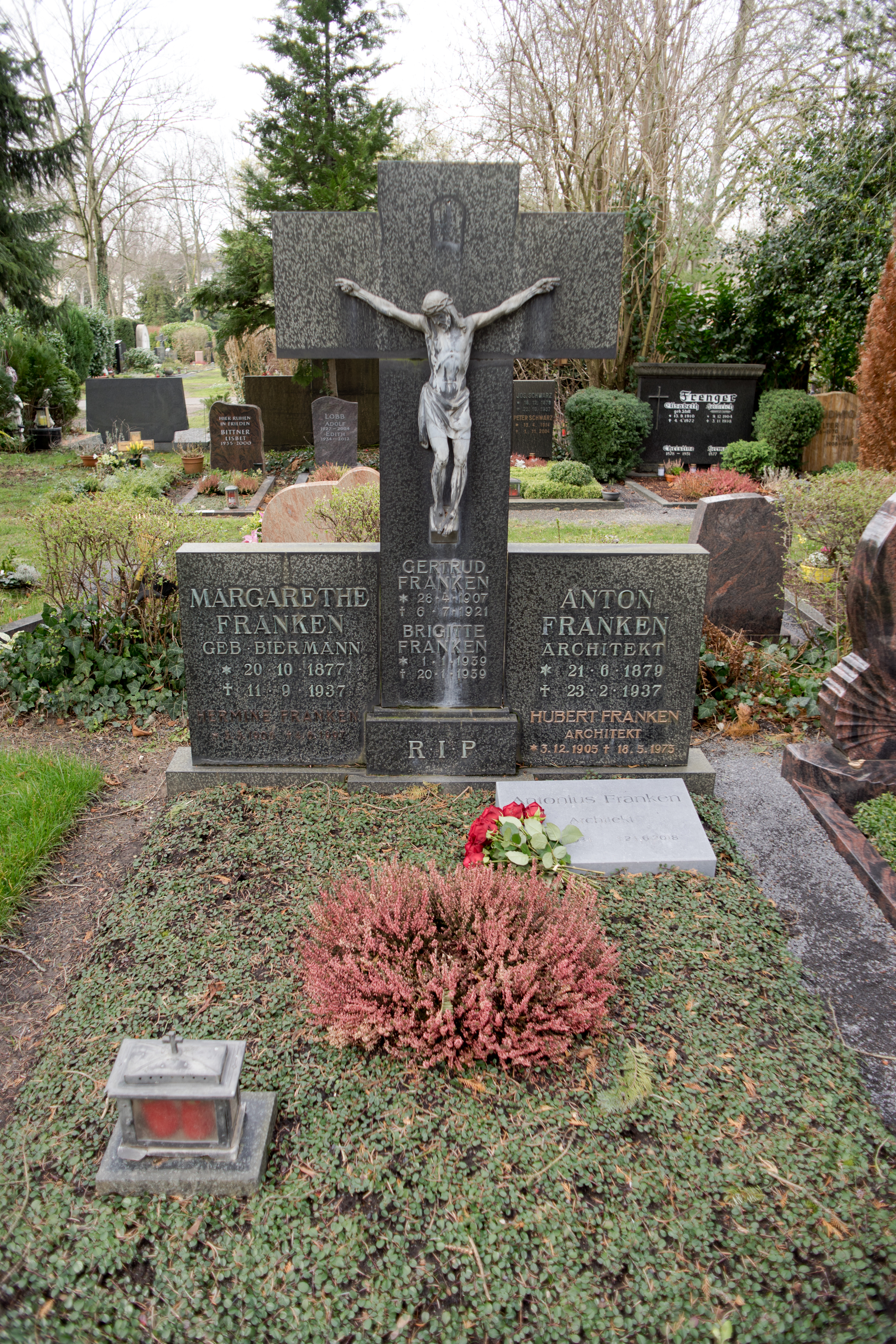
Grab der Familie Franken

1936 trat er der Reichskammer der bildenden Künste bei.
1937 starb Franken im Alter von 57 Jahren. Er wurde auf dem Ehrenfelder Teil des Melaten-Friedhofs (Flur E 6) beigesetzt.
Nach seinem Tod führte sein Sohn Hubert das Architekturbüro Franken, Gravensteinerstr. 8 in Köln-Ehrenfeld fort. Seine Söhne, die Architekten Antonius und Bruno Franken, entwarfen mehrere Bauprojekte bis Hubert Franken 1973 in Ruhestand ging und das Architekturbüro schloss.
Antonius Franken wirkte als Städteplaner am Lehrstuhl für Städtebau und Landesplanung an der RWTH Aachen und bei der Stadt Wesel.
Bruno Franken gründete das Architekturbüro Franken+Kreft in Bergisch Gladbach und war von 1988 bis 2009 Professor für Baukonstruktion an der FH Köln.

## Architektur
Das Bauland in Köln-Neuehrenfeld bestand größtenteils aus ausgekiesten und ausgeziegelten Flächen. Franken entwickelte daher besondere Gebäudetypen bei der Anlage von Plätzen und Straßen (Ansgarplatz, Gravensteinerstraße, Käsergässchen), welche die Vorgabe der Geländesituation berücksichtigten (bebaubare Fläche zwischen - 2,50 m = Tiefe der Auskiesung oder Ausziegelung, bezogen auf das ursprünglich landwirtschaftlich genutzte Geländeniveau von + 0,30 m als prinzipieller dreidimensionaler Faktor).
Diese Vorgabe ist der erste raumbildende Faktor für die beabsichtigte Funktion und Gestaltung der Wohngebäude in den neuen Vorstädten Kölns. Hier insbesondere in Köln-Neuehrenfeld von 1924–1926.
Die Breite und Länge der definierten Wohnhöfe war der zweite raumbildende Gestaltungsfaktor, der für den Bewohner erlebbar und überschaubar bleiben konnte bei der Erfassung und Beschreibung der dort zu gestaltenden Wohnarchitektur.
Die Dimensionierung der geschlossenen Wohnhöfe konnte nun großräumig entwickelt werden. Die Wahl der Tiefe und Breite des gebildeten Innenraums der Wohnhöfe begrenzte Einblicke derart, dass sich eine ungestörte Nachbarschaft bilden konnte.
Als städtebauliches Gestaltungselement verwendete Franken die Spiegelung von Gebäudezügen an der Straßenlängsachse z. B. in der Gravensteinerstrasse Nr. 1–7 und Nr. 2–8, Köln-Ehrenfeld und Unter Bergamotten, Köln-Bickendorf.
Franken war spezialisiert in Sanitär- und Gebäudetechnik und verantwortete bis 1928 die Bauleitung der Erweiterung des St. Vinzenz-Hospitals in Köln-Nippes.

## Bauten (Auswahl)
- 1924–1925:  Frechen-Königsdorf, Bauernhof mit Wohnhaus, Vorgebirgsstraße 4, unbekannter privater Bauherr
- 1924–1926:  Neuehrenfeld, mehrgeschossige Wohnhausgruppe, Gravensteinerstraße 1, 3, 5, 7 und 2, 4, 6, 8, Ansgarplatz 1-5, Ansgarstraße 2, 4, Rotenkrugerstraße 1, 3. Ehrenfelder Arbeiterwohnungsgenossenschaft eGmbH.
- 1925–1926: Köln-Bickendorf, Genossenschaftshaus, Friedrich-Ebert-Saal, Unter Kirschen 8. Kölner Gartensiedlung e. Baugen. mbH.[22]
- 1926–1930: Köln-Ehrenfeld, Polygonaler Eckturm mit Relief an der Ecke Schirmerstraße / Liebigstraße. Teil eines Baublocks an der Schirmerstraße, Schadowstraße und Liebigstraße bestehend aus viergeschossiger Wohnhausgruppe mit Attikagliedung und Betonung der Eingangsachse. Ehrenfelder Arbeiterwohnungsgenossenschaft eGmbH.[23]
- 1926: Köln-Zollstock, Höninger Weg 369-375, Kölner Gartensiedlung e. Baugen. mbH
- 1927: Köln-Zollstock, mehrgeschossige Wohnhausgruppe, Vorgebirgstraße 352. Kölner Gartensiedlung e. Baugen. mbH
- 1927–1928: Köln-Bickendorf, mehrgeschossige Wohnhausgruppe, Unter Bergamotten 1-9, 2-10, Unter Kirschen 5, 7. Kölner Gartensiedlung e. Baugen. mbH
- 1928: Köln-Bickendorf, Rundpavillon, Am Rondelchen, Akazienweg 54a. Kölner Gartensiedlung e. Baugen. mbH
- 1928: Köln-Zollstock, mehrgeschossige Wohnhausgruppe, Vorgebirgstraße 346 und 348. Kölner Gartensiedlung e. Baugen. mbH
- 1933–1934: Köln-Ehrenfeld, mehrgeschossige Wohnhausgruppe, Heidemannstraße 90-96, Gottfried-Daniels-Straße 78-80, Gotthelfstraße 1-7. Ehrenfelder Arbeiterwohnungsgenossenschaft eGmbH.[24][22]